# Sandra Escacena
 (avril 2025).
Sandra Escacena, née le 30 mars 2001 à Madrid, est une actrice espagnole, connue pour son rôle dans le film Verónica, un thriller d'horreur espagnol réalisé en 2017 par Paco Plaza.

## Biographie
Entre 2009 et 2012, Escacena a étudié le théâtre à l’école S.V. Productions de spectacles de Villaviciosa de Odón et entre 2012 et 2014 à l'École municipale d'art dramatique de Madrid. Depuis 2015, elle suit des cours de théâtre à l'école Primera Toma de Madrid. Au cours de ces années, elle a participé à diverses pièces de théâtre.
En 2016, sur proposition de la directrice du casting, Arantza Velez, elle a auditionné pour jouer Verónica dans le film réalisé par Paco Plaza, et a finalement été choisie pour le rôle. En décembre 2017, elle a été nommée pour le prix Goya de la meilleure nouvelle actrice et pour le prix Feroz de la meilleure actrice principale dans un film pour sa performance.

## Filmographie[1]

### Courts métrages
- 2018 : Hug de Toni O. Prats : Lorraine

### Longs métrages
- 2017 : Verónica de Paco Plaza : Vérónica
- 2023 : Infiesto (en) de Patxi Amezcua (eu) : infirmière
- 2023 : Les Ordres du mal de Paco Plaza : Vérónica

### Séries télévisées
- 2018 : Paquita Salas (1 épisode) : serveuse
- 2019 : Hospital Valle Norte (en) (1 épisode) : Daniela
- 2019 : Terror y feria (1 épisode) Sara Satán
- 2019 : Comando Squad: La presencia (6 épisodes) : Sonia
- 2020 : Madres. Amor y vida (en) (1 épisode) : Sonia
- 2021 : El corazón del Imperio (2 épisodes) : Fulvia

### Clips musicaux
- 2023 : Residente & Wos: Problema Cabrón d'Alejandro Pedrosa et Residente